# Техеранска конференција
Техеранска конференција је био састанак Јосифа Стаљина, Френклина Рузвелта и Винстона Черчила од 28. новембра и 1. децембра 1943. који се одржао у Техерану, Иран. То је била прва конференција између три светске силе (СССР, САД и Уједињено Краљевство) којој је присуствовао Стаљин. Она је следила Каирску конференцију, а пратиле су је Јалтска конференција и Потсдамска конференција. Главна тема је била отварање другог фронта у западној Европи. У исто време, посебан протокол је обавезао ове три земље да признају независност Ирана.
Најважније, конференција је организована да се направи коначна стратегија за рат против нацистичке Немачке и њених савезника.

## Најважније одлуке
- Донесен је споразум који изјављује да југословенским партизанима треба пружати помоћ у оружју и опреми и такође војним операцијама.
- Усаглашено је да би било пожељно да Турска уђе у рат на страни Савезника пре краја године.
- Ако се Турска нађе у рату да је Совјетски Савез подржи.
- Да се операција Оверлорд покрене током маја 1944, заједно са операцијом у јужној Француској.
- Усаглашено је да војни кабинети три силе треба да буду у блиској вези једни са другима.
- Британија и САД су обећале Стаљину да ће послати трупе у западну Европу; договорено је да оне стигну у пролеће 1944.
- Стаљин инсистира на отварању другог фронта у Европи, да би смањио притисак Немаца на истоку

## Састанак
Главне савезничке вође, Черчил, Рузвелт и Стаљин, знане и као „Велика тројица“ због снаге нација које су представљали и њихове мирољубиве сарадње током Другог светског рата. Ова тројица лидера су се састала само два пута током Другог светског рата, али када су учествовали на конференцијама, њихове одлуке су промениле ток историје.
Прва од ове две конференције је Техеранска конференција. Она је дошла тек након много молби и претњи од Рузвелта, који је био слаб и болестан у то време, али је желео да ојача сарадњу између Сједињених Држава, Велике Британије и Совјетског Савеза. Заправо, Рузвелт је толико желео овај састанак да је био вољан да направи бројне уступке Стаљину, нешто што је, у очима света, био знак слабости. Његова слабост се одражавала у самом избору месту састанка, на месту које је било врло погодно за Стаљина.
Черчил и британске дипломате су се надале да ће успоставити метод за опхођење према Стаљину и зато су уговорили Каирску конференцију. Међутим, Каирска конференција није ишла онако како је планирано. Рузвелт је био уздржан и затегнут, игноришући питање Стаљина, а конференција је углавном проведена разговарајући о будућој политици са Кином и Јапаном. Са Каирске конференције, чинило се да је Рузвелт планирао да се сам побрине за Стаљина, али његово здравље му неће дозволити да преговара Са Стаљином са јаке, усредсређене позиције. Заправо, Рузвелт је дошао у Техеран 28. новембра 1943. са мало снаге за ценкање и лошим здравственом стању. Насупрот томе, Стаљин је дошао задовољан због недавних победа Совјетског Савеза на Источном фронту и очевидно уздигнуте главе. Черчил је био миран и сконцентрисан, надајући се да ће промовисати свој медитерански план.
Техеранска конференција је била прва конференција три силе у Другом светском рату, тако да је прва ствар коју су САД и Велика Британија урадиле је било да се побрину да добију пуну сарадњу и помоћ Совјетског Савеза за све ратне политике. Са британске стране истакнут је значај партизанске борбе у Југославији која везује 21 немачку дивизију, и предложено пружање пуне подршке НОВЈ у оружју.
- "Премијер Черчил: Жалосна је чињеница да готово никакве залихе нису достављене 222.000 људи бројним присталицама Тита морским путем. Ти одлучни (борци) држе у Југославији онолико Немаца колико ми држимо јужно од Рима. Немци су бачени у забуну након колапса Италије и патриоте су освојиле контролу над великим деловима обале."[1]
- "Генерал Ајзенхауер нагласио је витални значај настављања максималних могућих операција на успостављеном попришту… Он верује да сву могућу опрему треба слати Титу, јер су Михаиловићеве снаге од мале вредности."[2]
- Генерал Брук је, прелазећи на Југославију, рекао да су у тој земљи Немци имају тешкоћа да одржавају своје комуникације. Отуда, сва добит мора бити извучена из свих прилика да се увећају немачке невоље путем помагања партизана. Желимо да се организује систем допремања оружја и ваздушне подршке. Генерал Брук рекао је да је сада 21 немачка дивизија распоређена у Југославији до грчке границе."[3]
- "Премијер Черчил: Изванредне ствари постижу се у Југославији од стране Тита, који ради много више него што је Михаиловић постигао. Нема планова да се у Југославију пошаље велика армија, али се Немцима може задати ударац кроз помагање Титових снага путем повећаног снабдевања."[4]
- "Премијер Черчил... Он сматра да би било кратковидо дозволити Немцима да смрве Југославију, а да се тим храбрим људима који се боре под Титом оружје које би они тражили. Нагласио је да би операције на Балкану биле значајан фактор у развлачењу Немаца и тиме стварања олакшања на руском фронту.[5]

С друге стране, Стаљин и Ворошилов били су неповерљиви према предлозима за подршку Титу. Оспорили су британске податке о немачким дивизијама у Југославији, те су, не знајући да су Британци успели да декодирају немачке системе радио-комуникације, изнели тврдњу да напротив у Југославији има само 8 немачких дивизија.. Стаљин је изнео став да се слаже са помоћи Титу, али да то не сматра за важну ствар На крају је ипак усаглашен став о пружању помоћи партизанима у оружју и опреми, и у признању НОВЈ за савезничку снагу.
Даљем Рузвелт је дао Стаљину предлог коју је Стаљин чекао још од јуна 1941: да Англо-Американци отворе други фронт у Француској у пролеће 1944. Ово је био Стаљинов највећи политички циљ у рату, тако да је био врло задовољан. Што се тиче опште ратне политике, Совјетски Савез је захтевао подршку у западној Европи и договорено је да те трупе стигну у пролеће 1944. Такође је договорено да СССР уђе у рат против Јапана када нацистичка Немачка буде поражена. Рузвелт, Черчил и Стаљин су се сложили да се силе Осовине суоче са безусловном предајама и када једном буду поражене, државе у савезу са силама Осовине би биле подељене у територије под контролом Совјетског Савеза, САД и Велике Британије. У односу на заједничка савезништва и међународне односе, Иран и Турска су били главне теме. Велика тројица су се договорила да подрже иранску владу, као што је изнето у следећој одлуци:
Три владе уважавају да је рат изазвао специфичне економске потешкоће за Иран, и оне су се сложиле да ће наставити да омогућују влади Ирана еконономску помоћ колико је могуће, у односу на тешке захтеве које од њих изискују њихове војне операције широм света и недостатка транспорта, сирових материјала и набавки за цивилно становништво.
Као додатак, од Совјетског Савеза је тражено да пружи подршку Турској ако био она ушла у рат, а њих тројица су одлучила да би најповољније када би Турска ушла у рат на страни савезника пре краја године. Упркос томе што је био приморан да прихвати горње споразуме са конференције, Стаљин је доминирао конференцијом, користећи совјетску победу у Курској бици и војну моћ, као и кључну позицију на немачком фронту, да се избори за своје циљеве. Рузвелт је покушао на крају са сламајућом навалом захтева, али са мало стратешких позиција и осталих преговарачких моћи, није био у стању да уради ништа осим да удовољи Стаљину. Черчил је највише заговарао медитерански план уместо операције Оверлорд, нешто што је узнемиравало све дипломате и званичнике. Тако је Стаљин прокрчио себи пут кроз конференцију, испуњавајући све задатке са своје листе. Један од највећих уступака Черчила и Рузвелта се тицао послератне Пољске. Стаљин је желео да источни део Пољске дода Совјетском Савезу, а да се границе Пољске прошире у другом крају земље. Черчил и Рузвелт су пристали на овај захтев, а пољске границе су проглашене дуж река Одра и Нисе и Курсонове линије, упркос протестима пољске владе у егзилу у Лондону. Черчил и Рузвелт су такође дали слободне руке у својој земљи и дозволили Совјетском Савезу да постави сателитске комунистичке владу у Пољској, Чешкој, Словачкој, балтичким државама, Румунији и осталим источноевропским земљама. Након што су горепоменути закључци били донесени, Стаљин, Рузвелт и Черчил су се вратили у своје земље да изврше ратне политике, са договором да се војни лидери ове три земље чешће заједнички срећу, за даље расправе.
Касније, критичари су тврдили да су Черчил и Рузвелт били слаби, одбијајући да се супротставе Стаљину. Ипак, поново сагледавши конференцију, чини се да је Стаљин био приморан да направи највише уступака и да се највише бори за оно што је желео.

### Тројни састанак на вечери
Током овог састанка на Техеранској конференцији, Стаљин је предложио погубљење од 50-100.000 немачких официра. Рузвелт, не схватајући да је Стаљин озбиљан, се нашалио да би можда могло 49.000. Черчил је одбацио идеју „хладнокрвног погубљења војника који су се борили за своју државу." Затим је рекао: „ратни криминалци морају да плате за своје злочине и појединци који су починили варварска дела и у сагласности са Московским документом, који је он сам написао, они морају да имају суђење у местима где су злочини почињени." Снажно се успротивио „погубљењима за политичке сврхе."

## Декларација три силе
Декларација три силе од 1. децембра 1943: 
Ми, председник Сједињених Држава, премијер Велике Британије и премијер Совјетског Савеза, смо се сретали ова протекла четири дана, у овој престоници нашег савезника, и обликовали и потврдили нашу заједничку политику.